# Monywa Stadium
Das Monywa Stadium ist ein Fußballstadion in Monywa in der Sagaing-Region in Myanmar. Es wird als Heimspielstätte des Fußballvereins Sagaing United genutzt. Die Anlage hat eine Kapazität von 4000 Personen.